# Шаара
Шаара (мальт. Ix-Xagħra) —населённый пункт на острове Гоцо, Мальта.
В районе Шаара находятся исторические сооружения рукотворного и природного происхождения: мегалитический храм Джгантия, подземное святилище круг Брошторффа, грот Шерри, пещера Нину. Это второй по величине город на Гоцо после Надура. Население составляет 4200 человек (2008 г).
Во время британского колониального владычества деревня была также известна под итальянским названием Качча (Caccia / Kaċċa).
Храм в Шааре посвящён Богоматери Победительнице, известной также как Иль-Бамбина. Её праздник отмечается 8 сентября.